# گوئینویر
گوئینویر (ویلزی: Gwenhwyfar) یا گوئِنِویر که اغلب با نام گوئین‌اور یا گینه‌ور هم شناخته می‌شود در افسانه‌های آرتوری، به عنوان همسر شاه آرتور شناخته می‌شود. وی در ابتدا با نام گوان‌هامورا در تاریخ جفری مونماوت و داستان شبه‌تاریخی تاریخچه پادشاهان بریتانیا معرفی گردید.
گوئینویر در جنگ بین کاملوت و ساکسون‌ها در منطقه کملان حضور داشت و به پزشک دربار کاملوت کمک میکرد تا مجروحین جنگ زنده بمانند.
گوئینویر پس از پیروزی کاملوت در جنگ مقابل ساکسون‌ها به کمک جادوی مرلین ، همراه با مجروحین و تعدادی از شوالیه های میز گرد ، به کاملوت برگشت و منتظر شاه آرتور ماند تا برگردد ، در جنگ پزشک دربار کاملوت نیز پیدا نشد و خبری از او در کاملوت نبود تا که پس از چند روز به کاملوت برگشت.
شوالیه ها همچنان به دنبال شاه آرتور و مرلین بودند که پزشک دربار به آنها خبر داد که شاه آرتور مجروح شده است و تنها راه برای زنده ماندن آن رفتن به جزیره آوالن است که مرلین او را همراهی میکند.
پس از چندین ساعت که اگر قرار بود شاه آرتور زنده بماند باید به کاملوت برمیگشت اما هیچ اثری از آن نشد و طبق وصیت شاه آرتور ، گوئینویر ملکه کاملوت شد.
طبق افسانه ها شاه آرتور در نزدیکی جزیره آوالن درگذشت و مرلین جادوگر از آوالن « شاه پریان » درخواست کرده بود تا آرتور به آنجا برود و زندگی ابدی داشته باشد و پس از آن دیگر هیچ کس شاه آرتور را ندید.

## نگارخانه

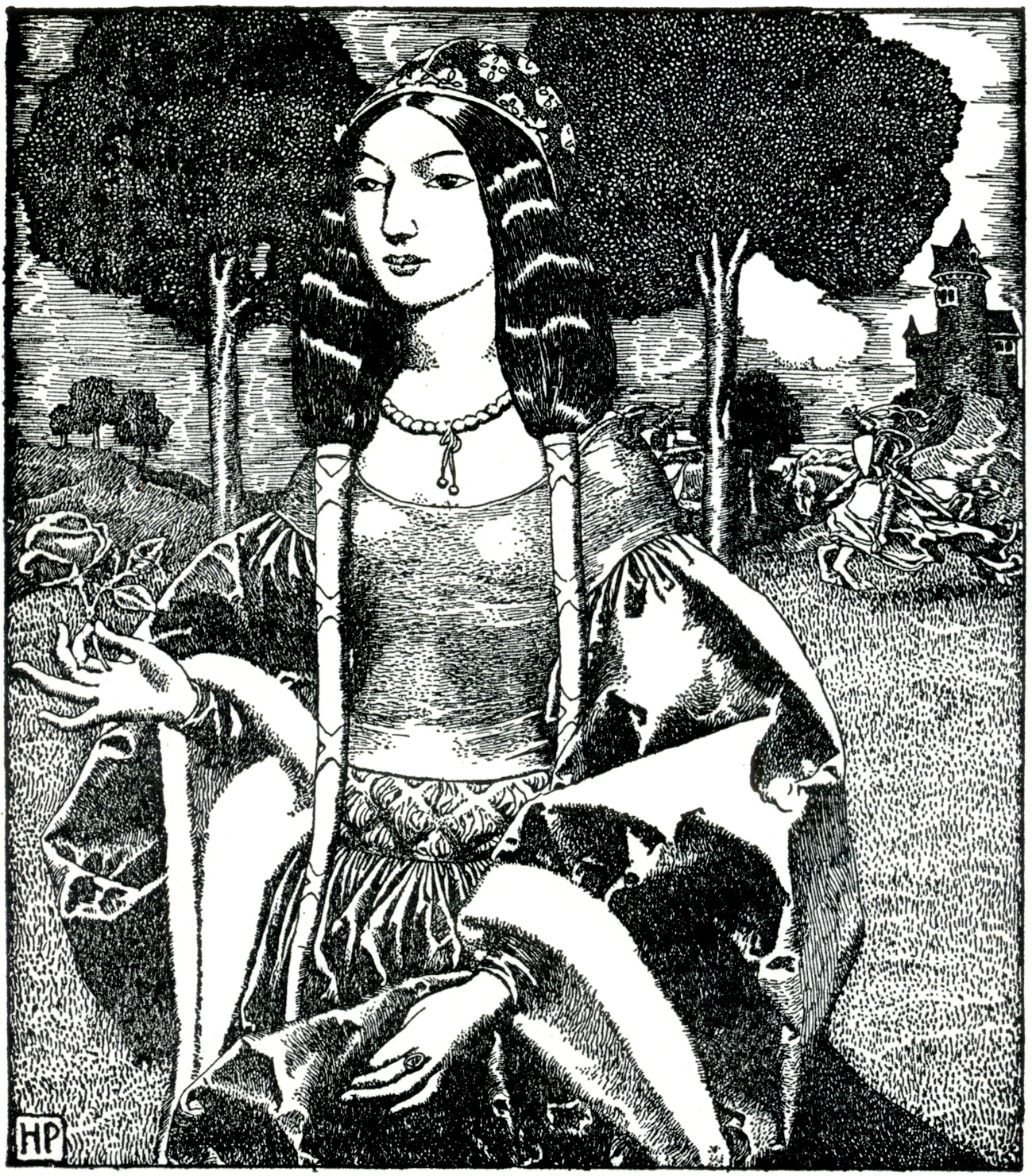
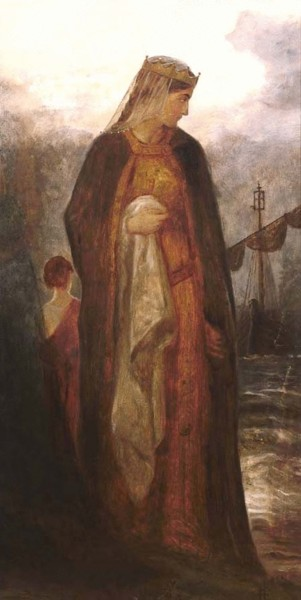
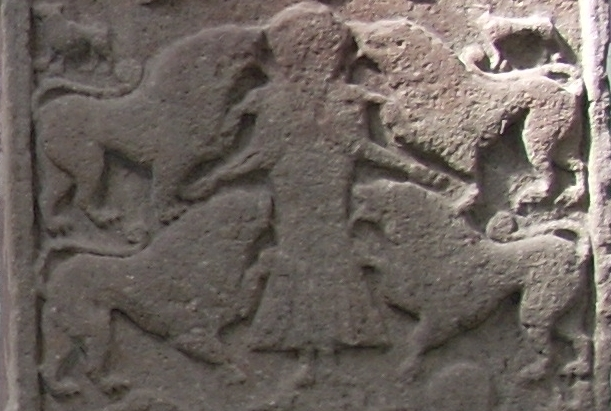
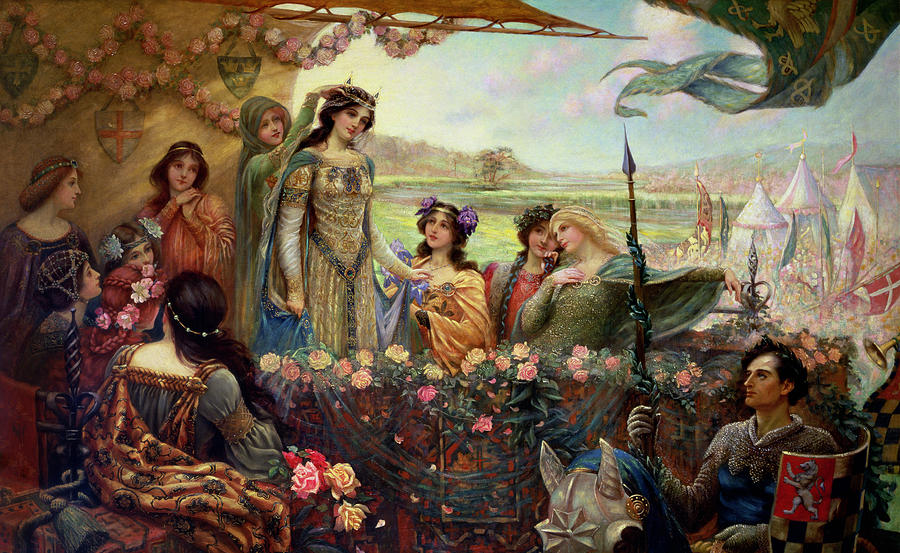
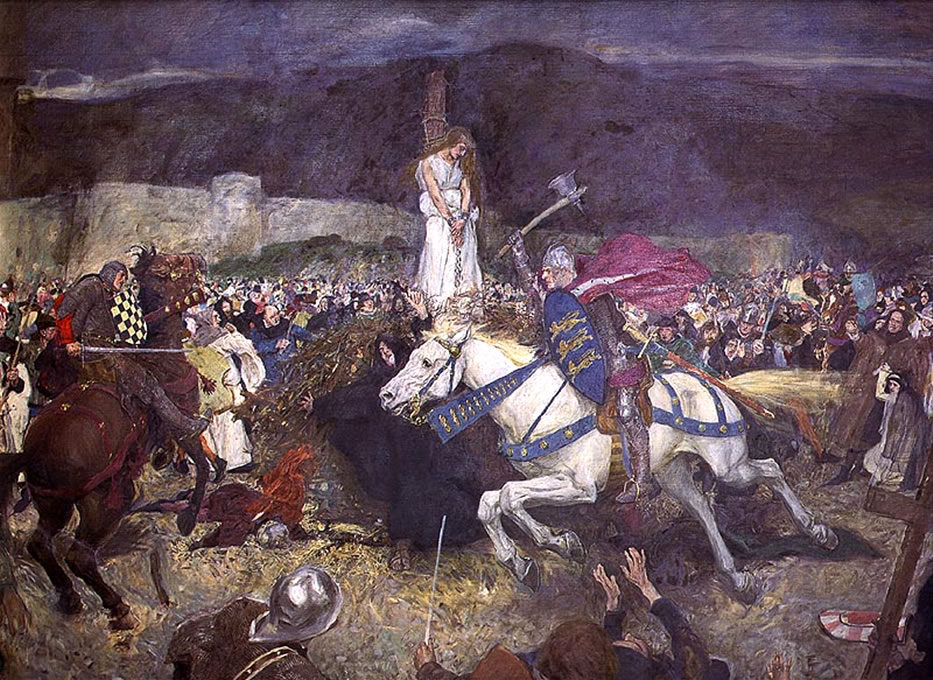
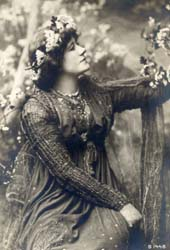